# Турса
Турса (ест. Tursa, виро Tursa) — село в Естонії, входить до складу волості Миністе, повіту Вирумаа.